# اتاق قرمز (کاخ سفید)
اتاق قرمز (انگلیسی: Red Room) یکی از سه اتاق نشیمن یا پذیرایی دولت در کاخ سفید و طبقه دولت می‌باشد که خانه رئیس‌جمهور ایالات متحده آمریکا می‌باشد، از این اتاق به عنوان اتاق نشیمن یا گوش دادن به موسیقی استفاده می‌شود.
رئیس‌جمهور در سال‌های اخیر مهمانی‌های شام کوچکی هم در این اتاق برگزار کرده‌اند، در طراحی این اتاق که از طراحی‌های منحصر بفرد مزون یانسن می‌باشد از رنگ‌های پایه قرمز استفاده شده و به خاطر همین به همین نام مشهور گشته، فضای اتاق در حدود ۲۸ فوت و دارای ۶ در است که به کراس هال، اتاق آبی (کاخ سفید)، سردر جنوبی و اتاق نهارخوری دولت کاخ سفید باز می‌شود.

## نگارخانه

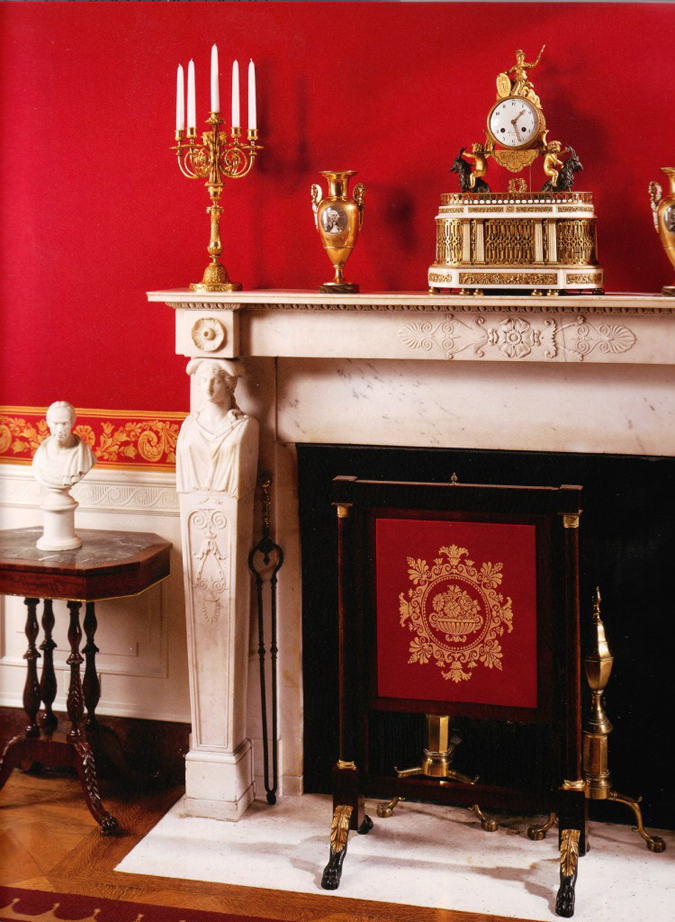
جزئیات اتاق قرمز
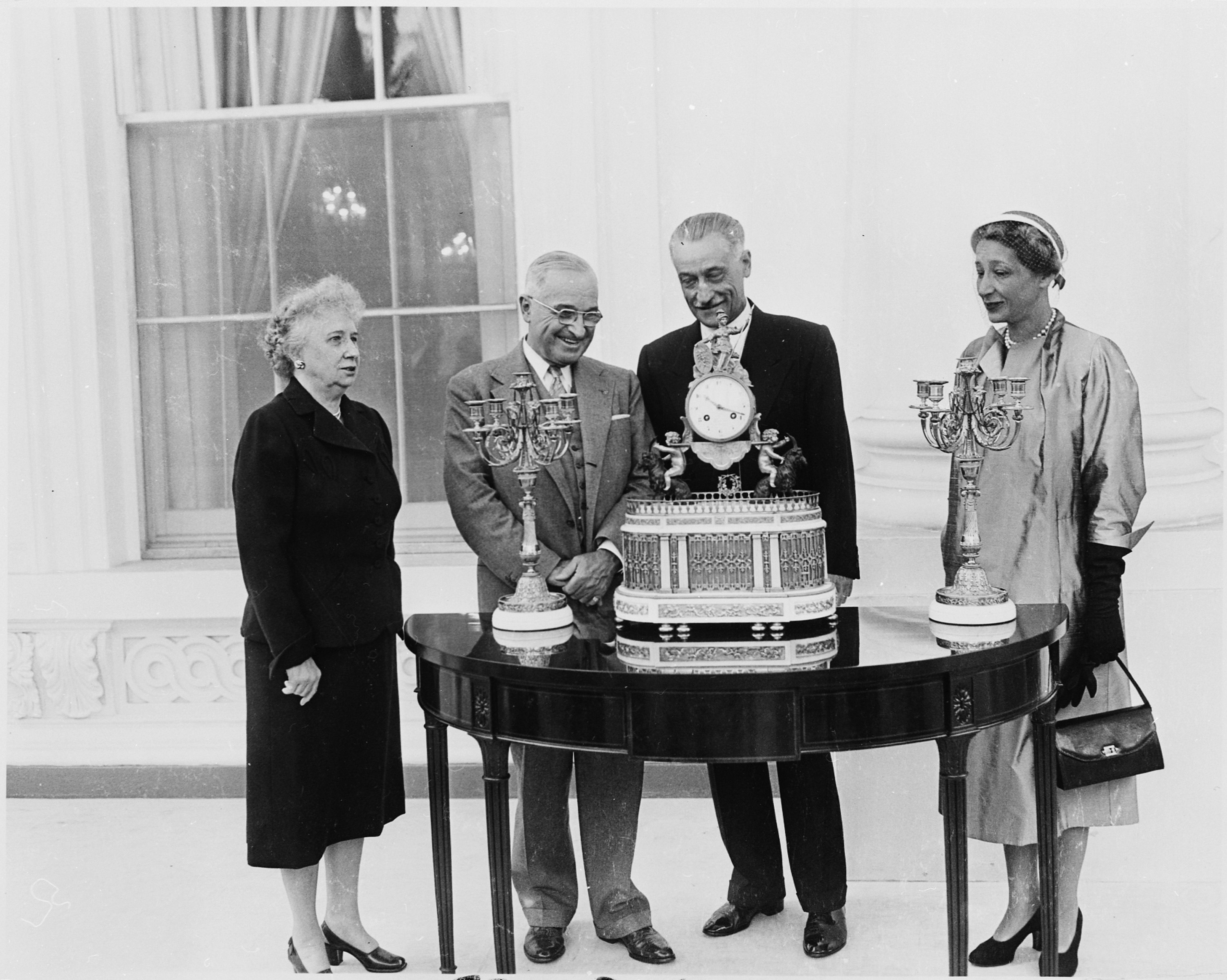
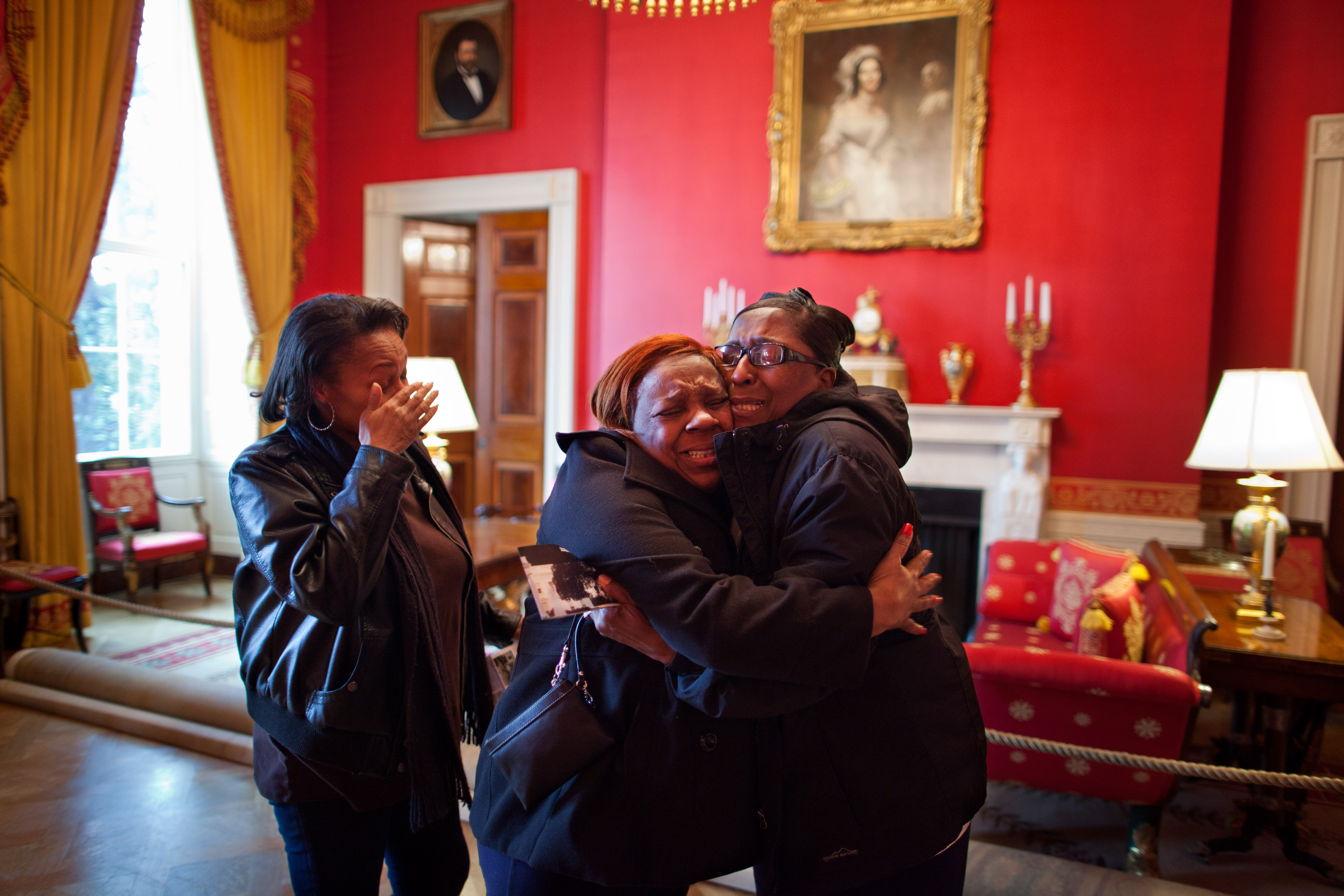
زنی در اتاق قرمز بعد از ملاقات با میشله اوباما
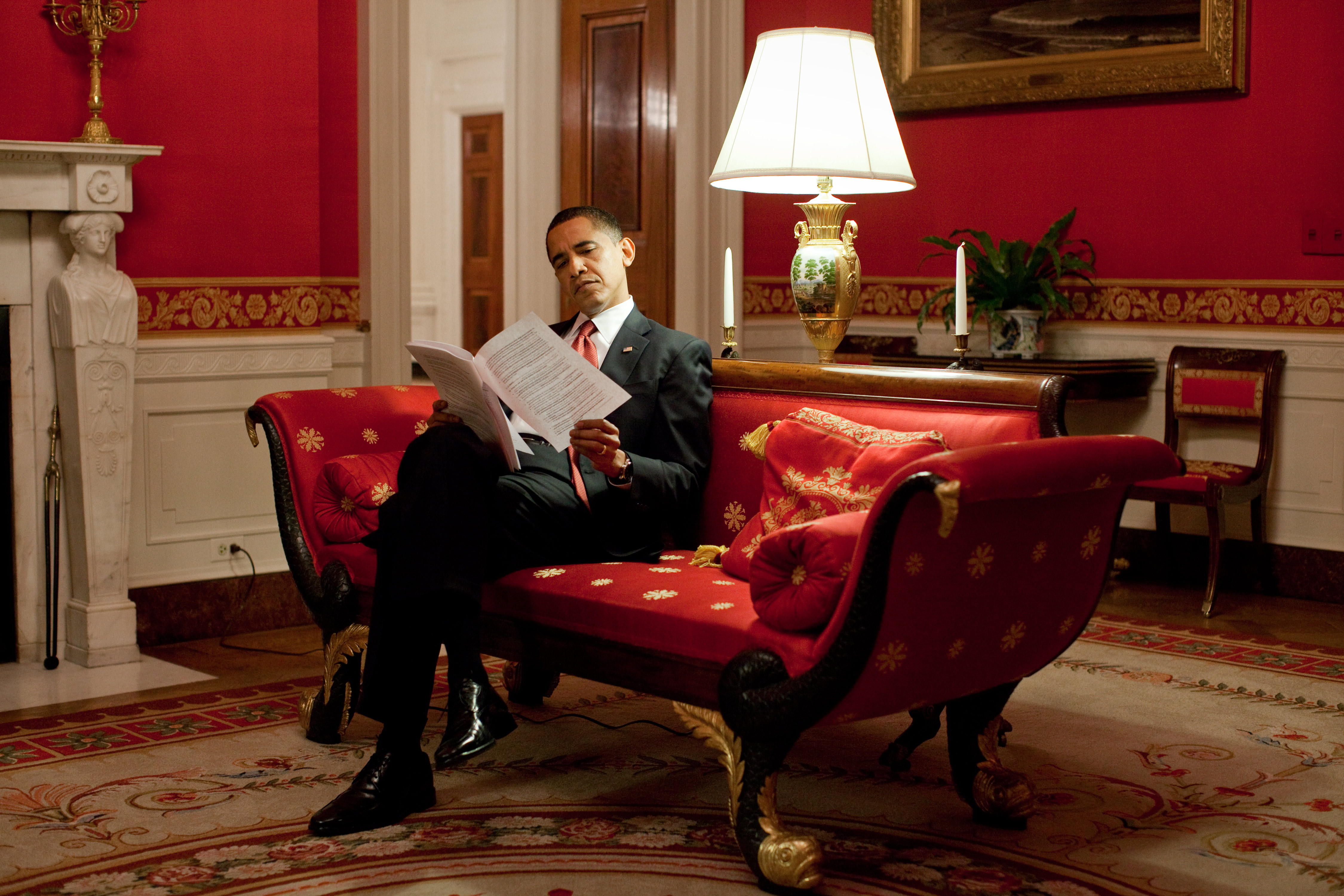
باراک اوباما در اتاق قرمز در حال مطالعه
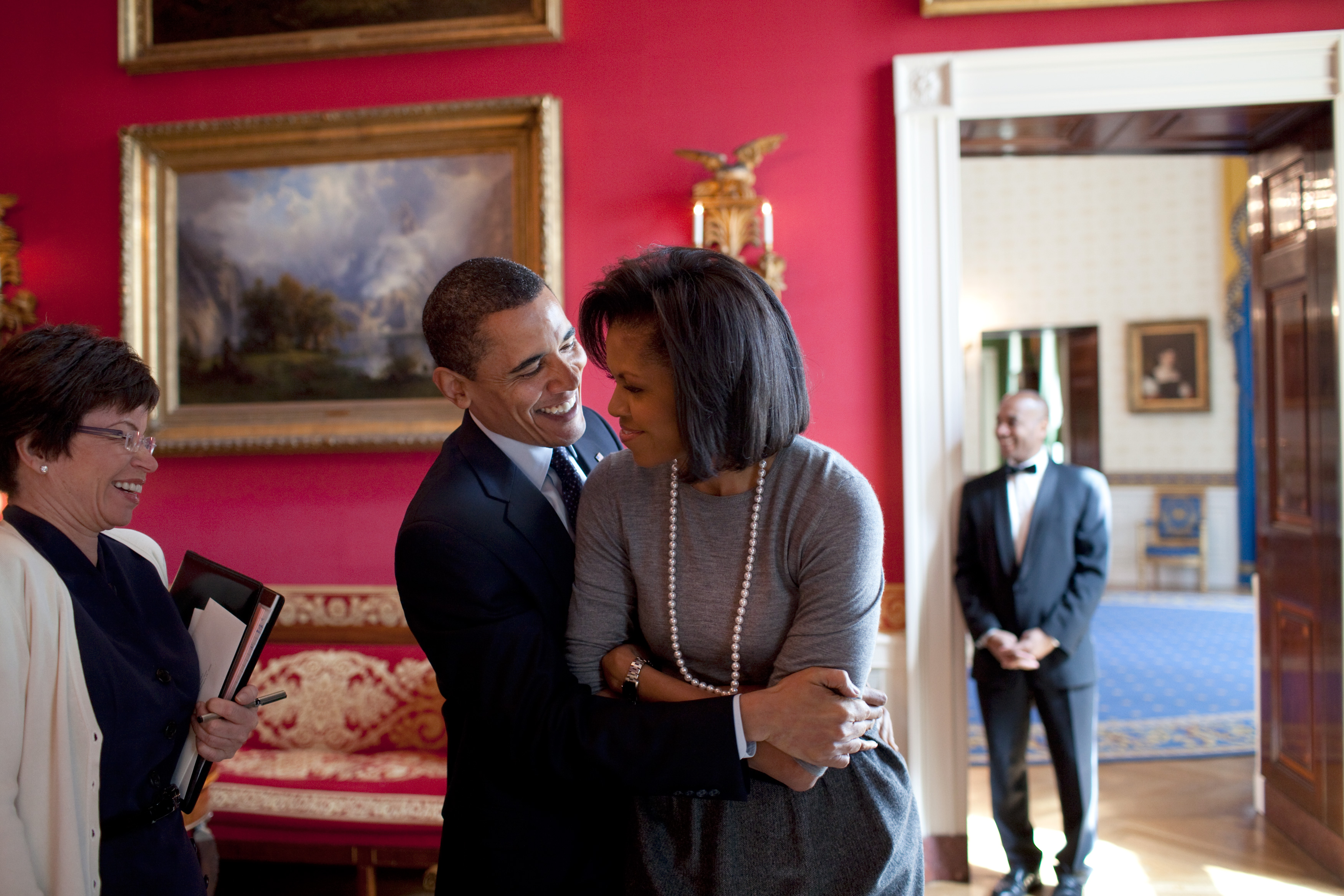
اوباما در اتاق قرمز به همراه والری جارت
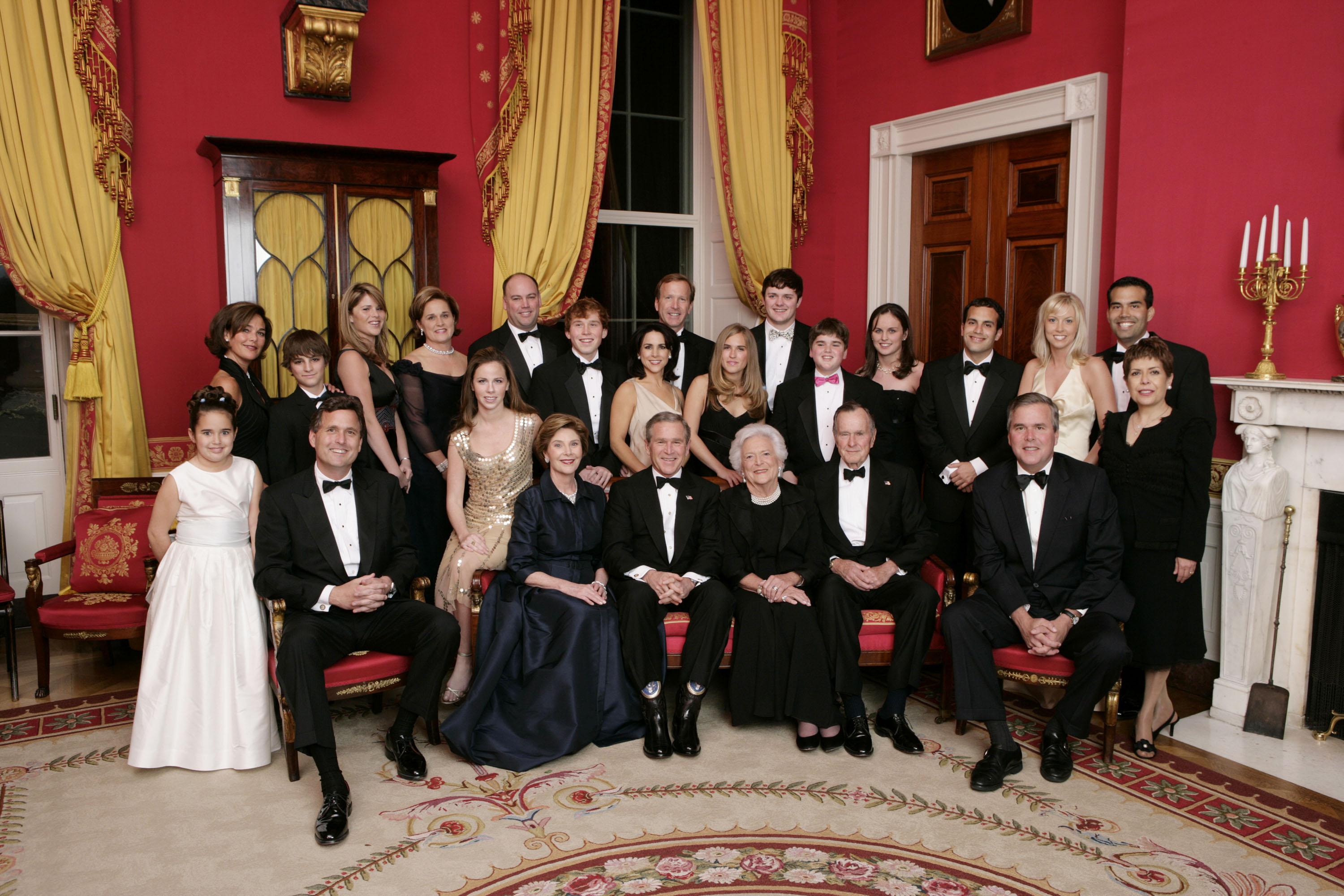
بوش و سایر اقوام در اتاق قرمز
نانسی ریگان در اتاق قرمز به سال ۱۹۸۱